# Ungtölgyes
Ungtölgyes (ukránul: Дубрівка) falu Ukrajnában, Kárpátalján, az Ungvári járásban.

## Fekvése
Ungvártól délkeletre fekszik. Határában folyik a Sztára, melybe itt ömlik bele a Villye.

## Története
Ungtölgyes első írásos említése 1417-ből való „Drobovka” néven. 1526-ig a Pálóciaké, 1552-ben Dobó-birtok volt. A 18-19. században a falu fő földbirtokosa a Mailáth család volt. 
A 18. század végén Vályi András így ír róla: „DUBRÓKA. Dubravka. Orosz falu Ungvár Vármegyében, birtokosai külömbféle Urak, lakosai ó hitűek, fekszik Ung (sic!) vize mellett, Ungvártól három mértföldnyire, határja középszerű, vagyonnyai hasonlóképen, második Osztálybéli.”
Fényes Elek 1851-ben kiadott geográfiai szótárában így ír a faluról: „Dubróka, Ungh v. orosz falu, ut. p. Szerednyéhez délre 1 mfdnyire; Beregh vmgye szélén: 58 romai, 453 g. kath., 18 zsidó lak. Gör. kath. paroch. templom. Vizimalom. Szép erdő. F. u. nagyobb részben gr. Majláth.”
A trianoni béke előtt Ung vármegye Szerednyei járásához tartozott. Az első világháborút követően a községet a mesterségesen létrehozott Csehszlovákiához csatolták, majd 1938-tól ismét Magyarországhoz tartozott 1944 őszéig, amikor a szovjet csapatok megszállták. 
Ennek következtében 1945-ben az Ukrán Szovjet Szocialista Köztársaság, s ezzel együtt a Szovjetunió részévé vált. 1991 óta a független Ukrajna része.

## Népessége
1910-ben 815 lakosából 22 magyar, 28 német, 765 ruszin volt; ebből 26 római katolikus, 745 görögkatolikus, 28 izraelita volt.

## Külső hivatkozások
- SzSzKSz topográfiai térképe
- Ung vármegye domborzati térképe és leírása
- Ung vármegye közigazgatási térképe
- Magyarország helységnévtárai, 1873–1913